# Папеда
Папе́да (индон. papeda) — блюдо индонезийской кухни, традиционное для ряда восточных регионов страны, в частности, для Молуккских островов и индонезийской части острова Новая Гвинея, а также отдельных районов Сулавеси.
Представляет собой густую кашу из саговой муки. Служит как самостоятельным кушаньем, так и гарниром. Иногда может добавляться к другим блюдам.

## Происхождение и распространение
Папеда исторически представляет собой один из основных способов приготовления саго, которое является важнейшим углеводным продуктом для многих народов восточной части Малайского архипелага. В рационе коренных жителей Молукк, отдельных районов Сулавеси, а также папуасских народностей западной части Новой Гвинеи это блюдо играет особо важную роль — сопоставимую с той, которую в питании большинства народов Юго-Восточной Азии играет варёный рис.
Название «папе́да» имеет амбонское происхождение и является общим для большинства местностей, где принято приготовление этого кушанья. На Южном Сулавеси оно известно также под названием «капуру́нг» (индон. kapurung).

## Приготовление и подача

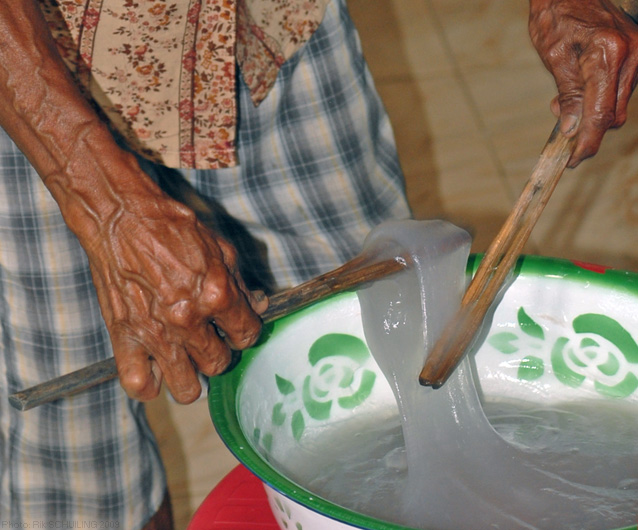
Папеда, извлекаемая из миски с помощью гата-гата. Остров Серам

С кулинарной точки зрения приготовление папеды представляет собой исключительно простой процесс: саговая мука разводится водой, после чего образовавшаяся субстанция варится на медленном огне и при этом интенсивно перемешивается для поддержания однородной консистенции. Нередко изготовители обходятся даже без варки: мука разводится небольшим количеством холодной воды, а затем в неё добавляется кипяток, после чего каша доводится до равномерной густоты опять же за счёт помешивания. К мучной болтушке могут добавляться соль или сахар. В готовом виде блюдо представляет собой густую полупрозрачную массу сероватого цвета, довольно клейкую — наподобие крахмального клейстера.
В некоторых районах Новой Гвинеи при приготовлении папеды в саго иногда примешивается тапиока, однако это чаще всего бывает вызвано нехваткой саго, и сами местные жители считают подобную папеду «не настоящей».
Для перемешивания папеды обычно используется специальный столовый прибор, традиционный для соответствующих регионов Индонезии — гата-гата (индон. gata-gata). Он представляет собой две деревянные или бамбуковые палочки, скрепленные у основания — подобие неразделённой пары палочек для еды, но значительно большего размера. Этот же прибор используется для извлечения готовой папеды из посуды и её раздачи: погрузив пару гата-гата в папеду, на них вращательными движениями накручивают необходимую порцию каши.

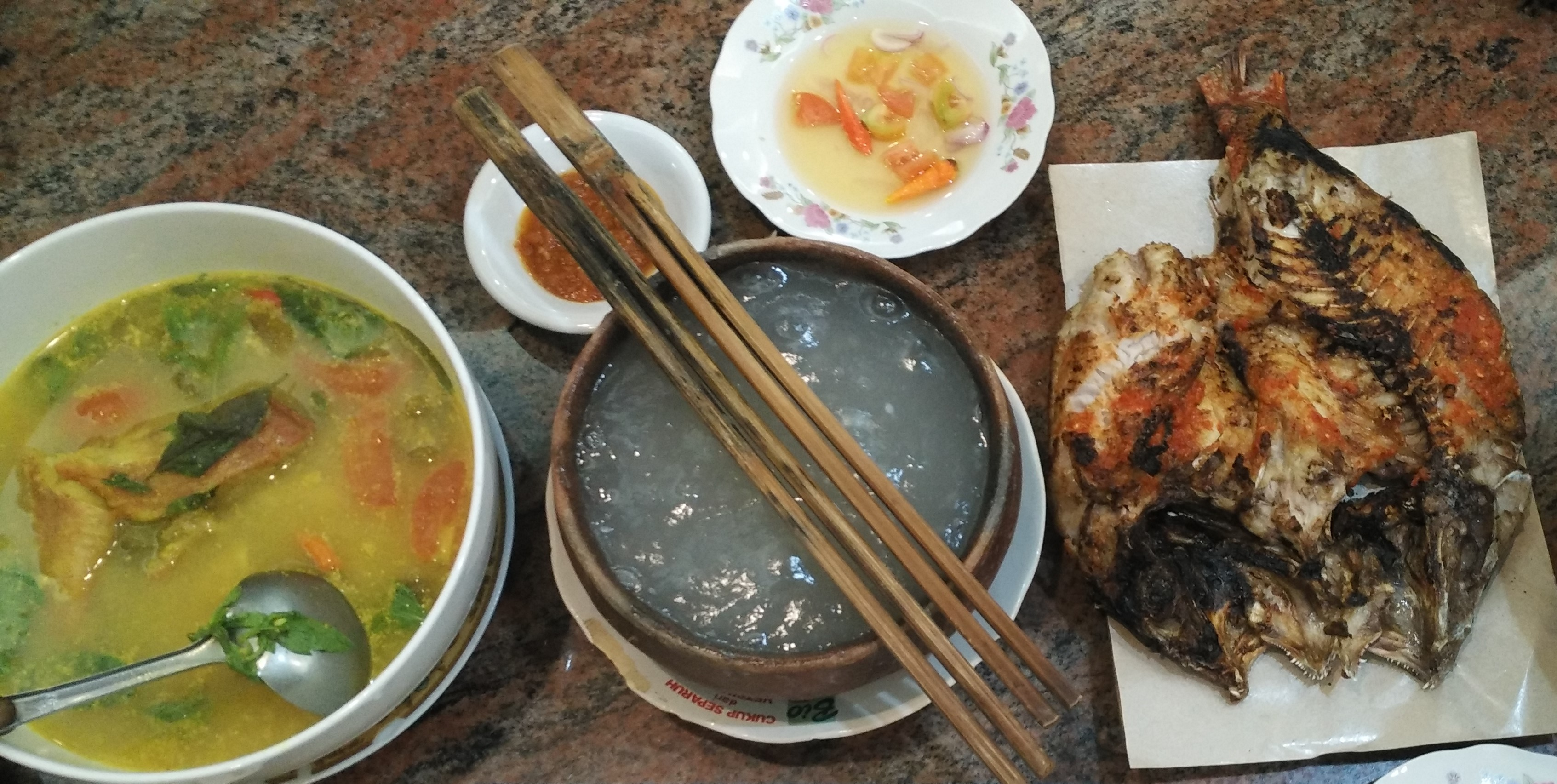
Папеда, поданная с другими традиционными молуккскими кушаньями — рыбным бульоном и жареной рыбой

Подаётся папеда как в горячем, так и в холодном виде, в глубоких мисках или котелках. Примечательно, что на Молукках её принято не есть ложками, а всасывать непосредственно из мисок. Среди жителей архипелага ценится умение за один раз всосать большую порцию папеды.
В качестве приправы к папеде у молуккцев особой популярностью пользуется соус чо́ло-чо́ло (индон. colo-colo), представляющий собой смесь мелко нарезанного лука, измельчённых квашенных овощей и вяленой рыбы, разведённую уксусом. У папуасов её принято приправлять красным перцем, соевым соусом, мякотью или соком лайма и других цитрусовых.
Папеда может служить как самостоятельным кушаньем, так и гарниром к другим блюдам — рыбным, мясным, овощным. На Молукках наиболее популярным дополнением к ней служит жареная рыба различных видов, на западе Новой Гвинеи — особый густой суп из тунца, приготовляемый с многочисленными специями и пряностями и имеющий ярко-жёлтый цвет. Также среди папуасов принято добавление папеды в рыбные супы и бульоны, в результате чего она превращается в подобие клёцек.
Во многих районах западной части Новой Гвинеи папеда является не только важнейшим повседневным блюдом, но и неотъемлемым атрибутом общинных праздников и религиозных церемоний.